# E20

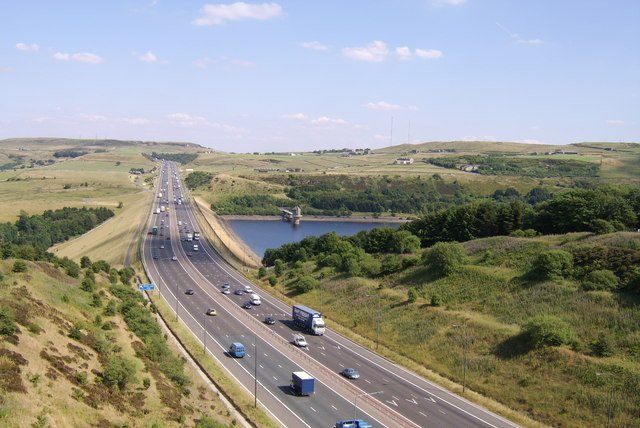
E20 utanför Calderdale, öster om Manchester.

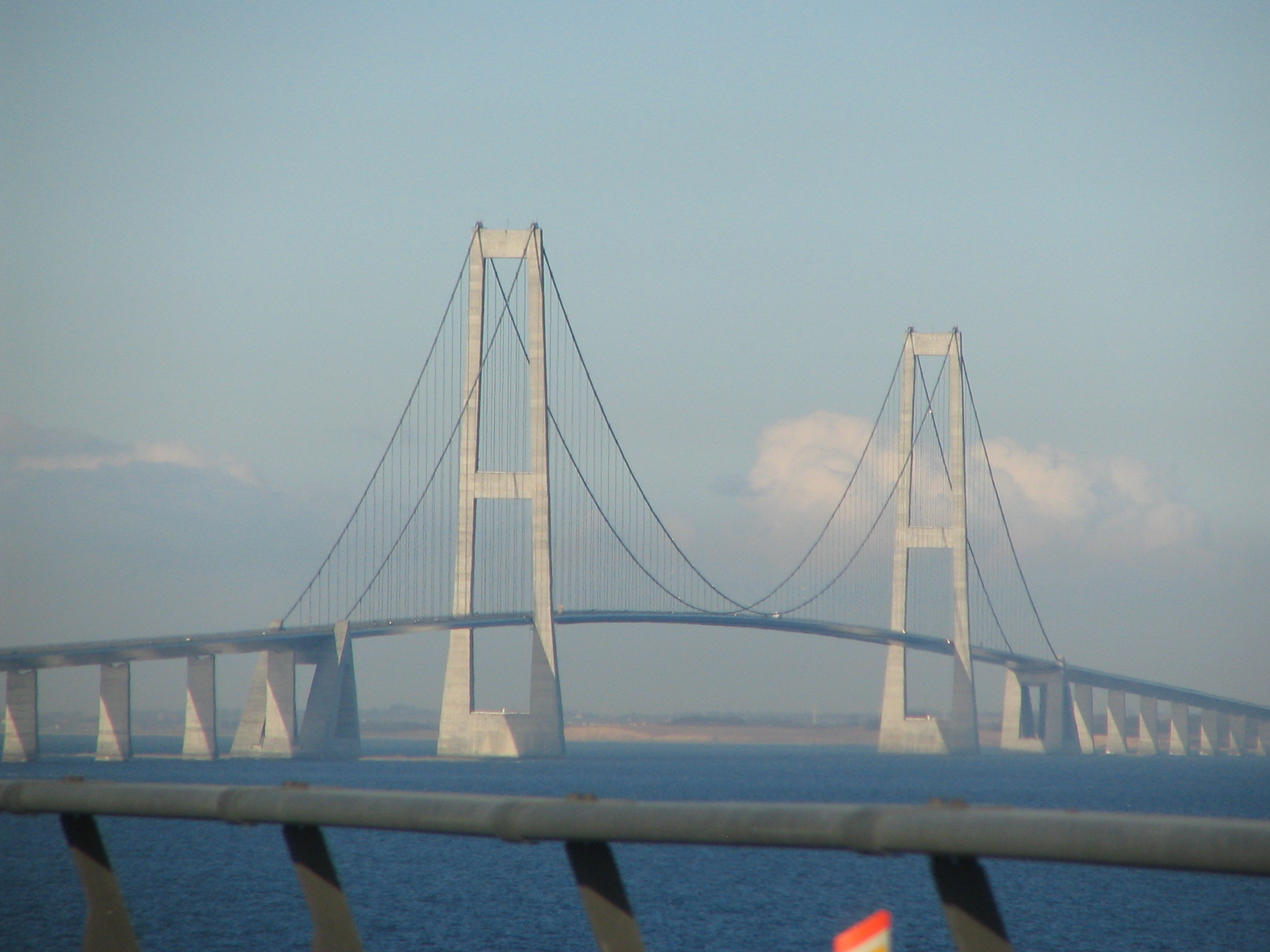
Stora Bältbron.

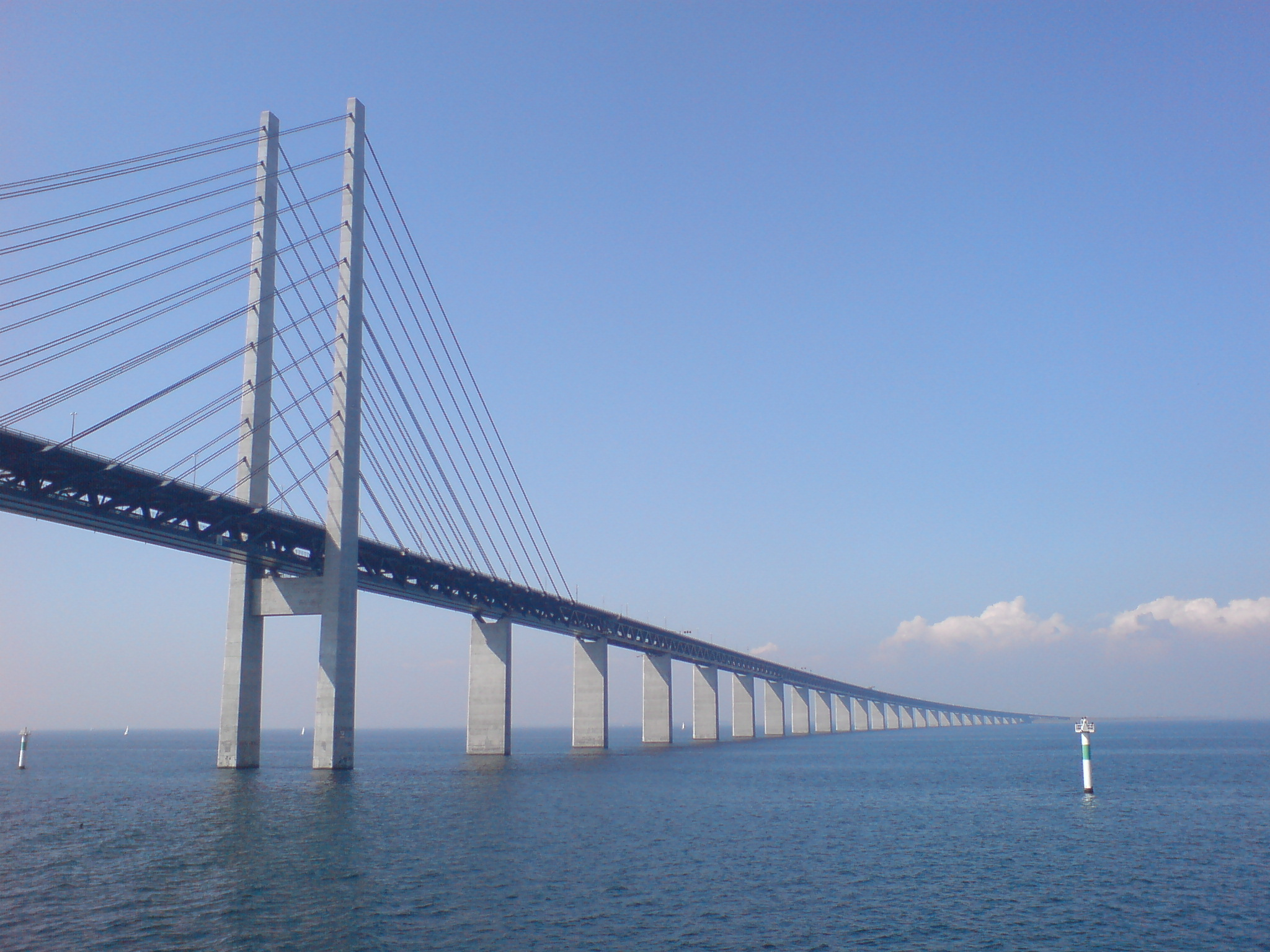
Öresundsbron.

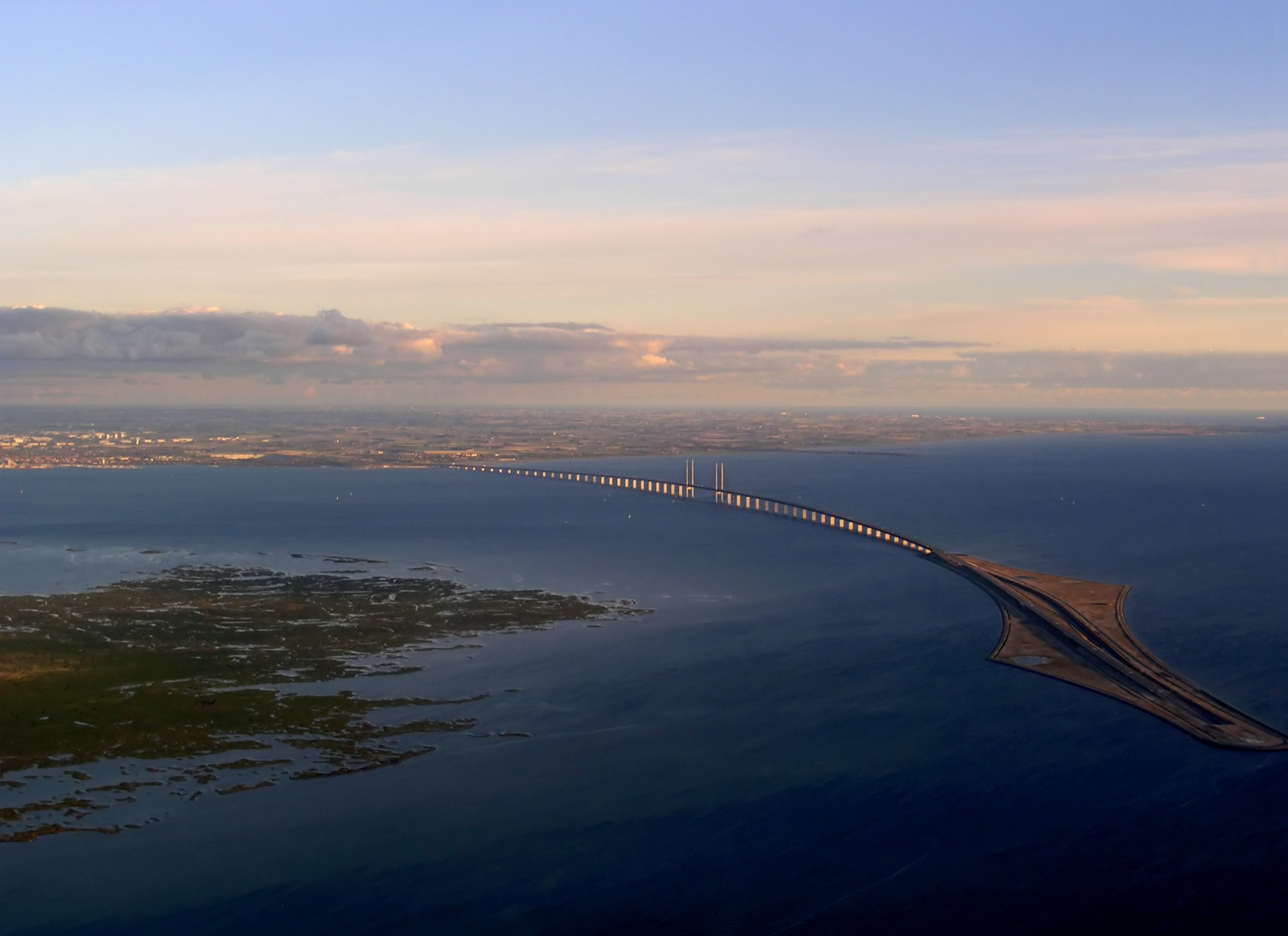
E20 över Öresundsbron.

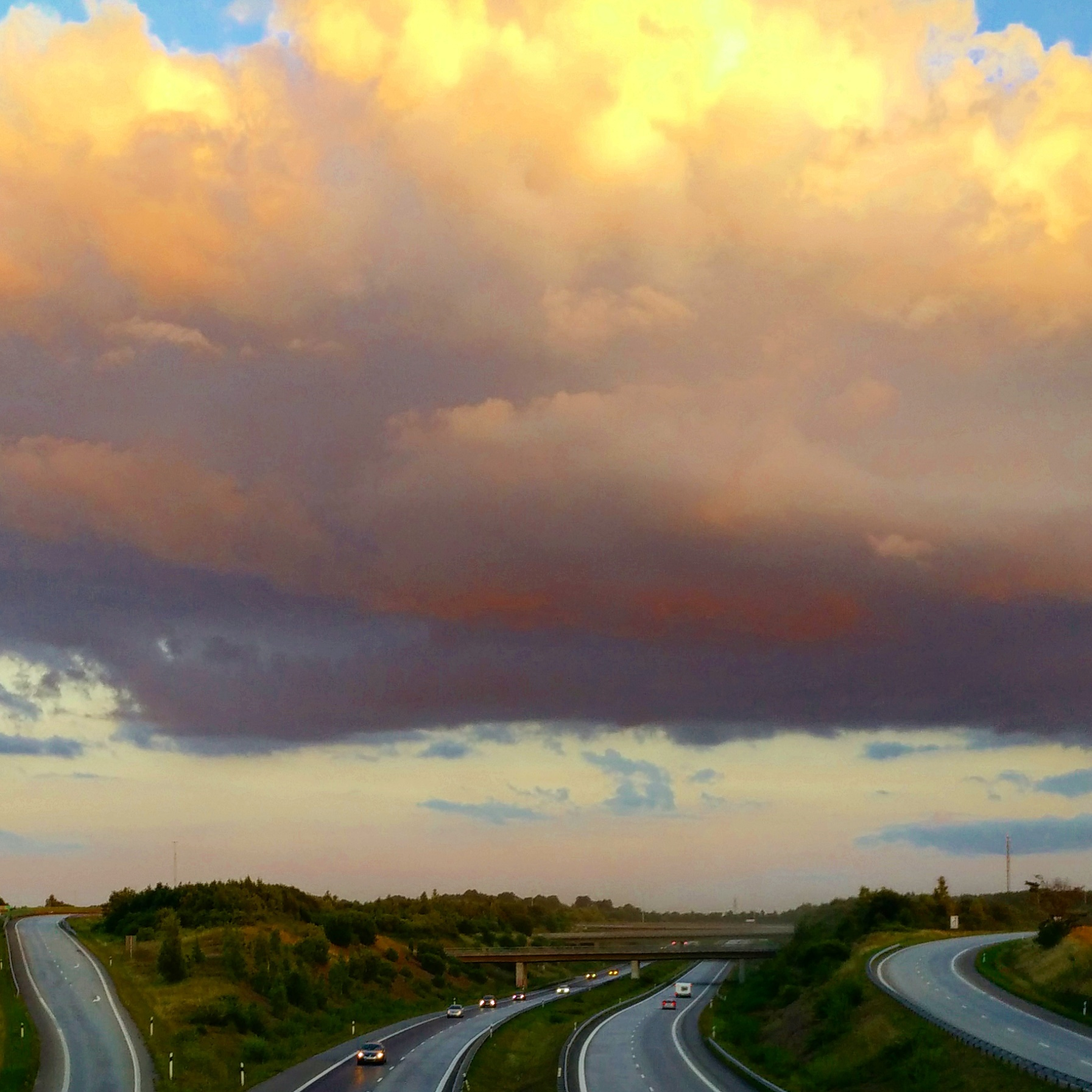
E20 och E6 går tillsammans utanför Åkarp.

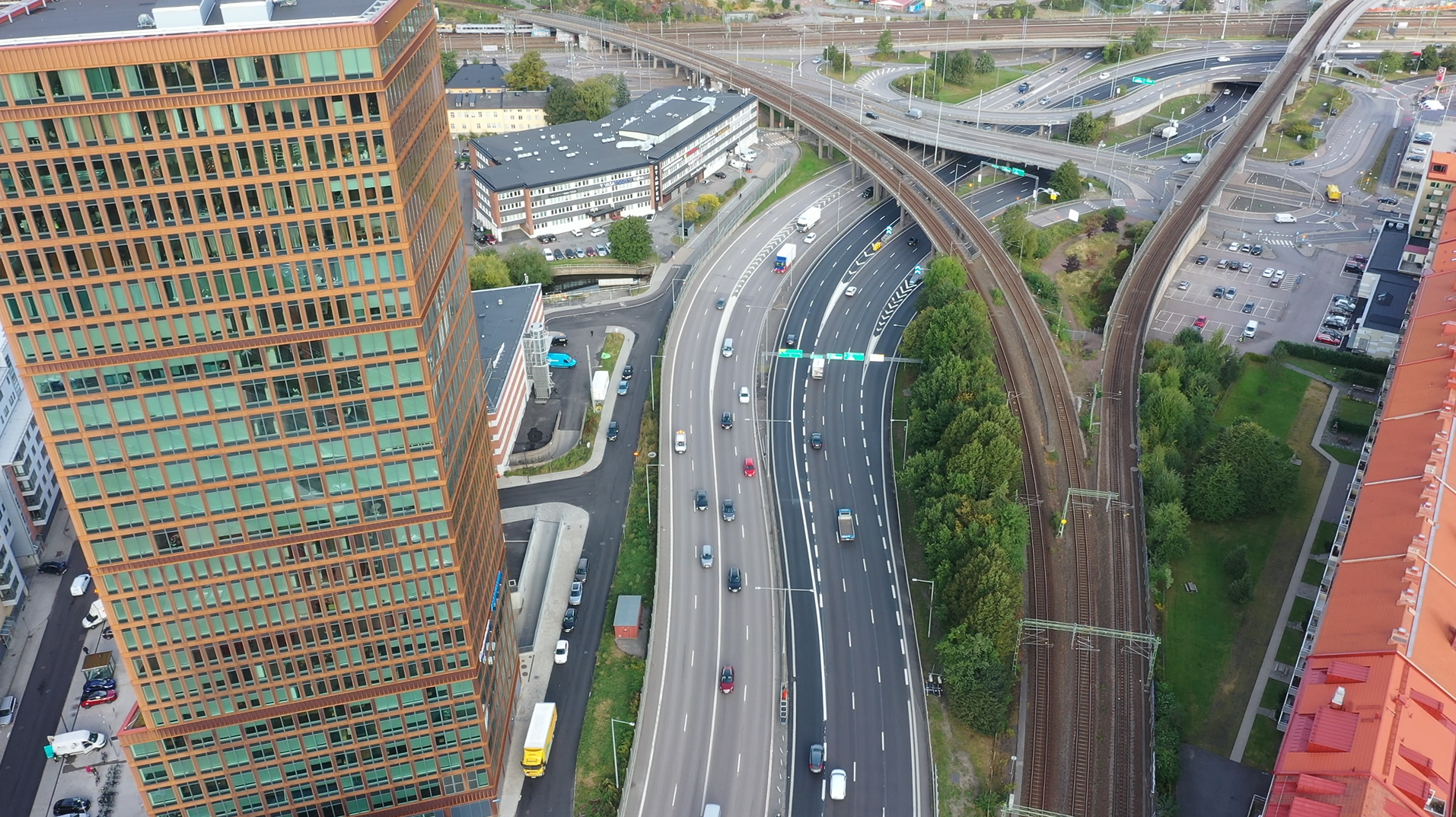
Vy över Olskroksmotet söderifrån i Göteborg. Här möts E6 (norrifrån) med E20 (österifrån) för att gemensamt fortsätta vidare söderut till Malmö.

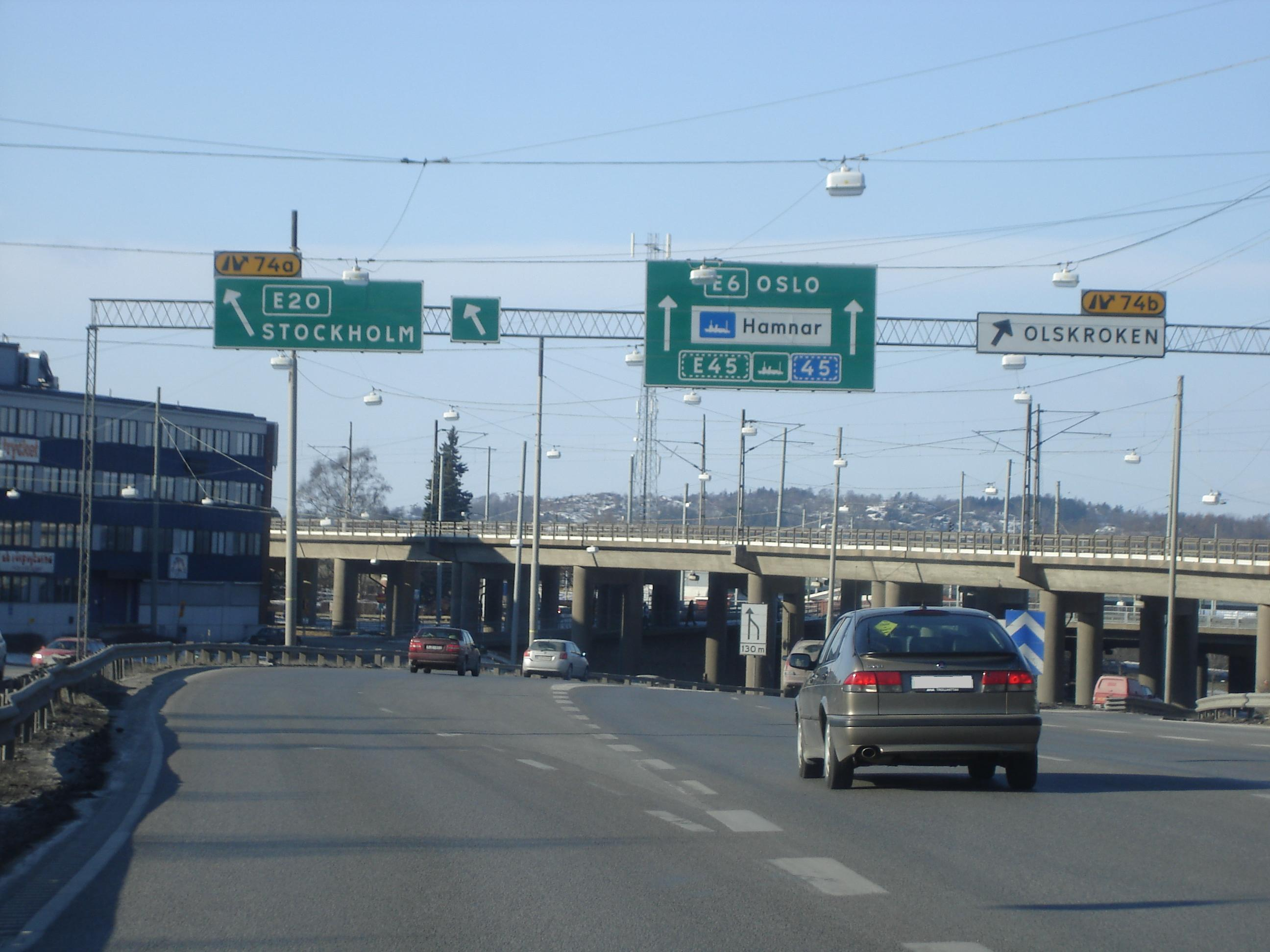
E20 viker av till vänster från E6 i Olskroksmotet i Göteborg efter att ha gått gemensamt med E6 från Malmö (observera att viss ombyggnad skett efter att detta fotot togs år 2006).

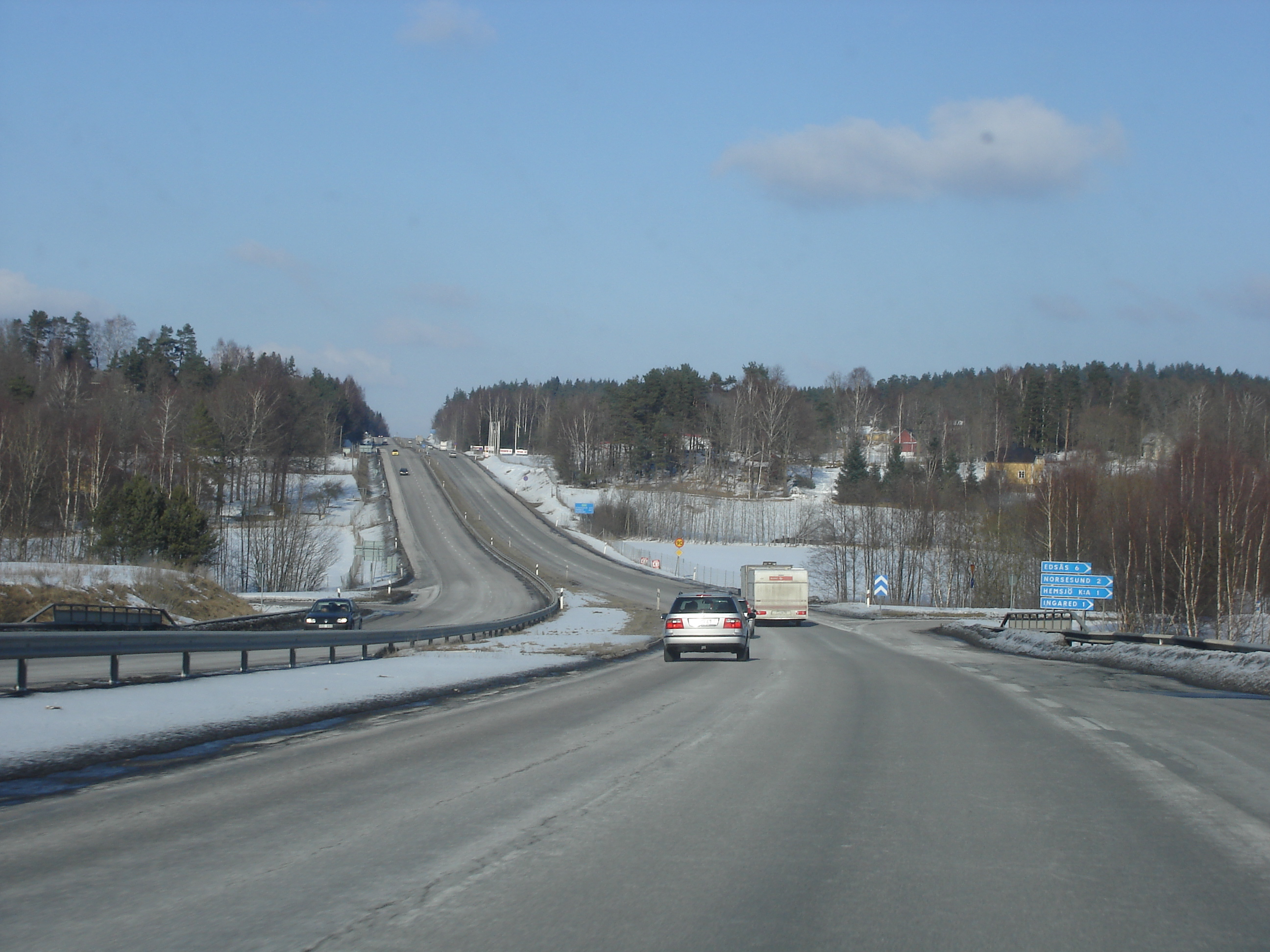
E20 mellan Floda och Alingsås. Delar av denna sträcka hade tidigare mötesseparerade körbanor men korsningar i plan och var tillåtna för fotgängare och långsamtgående fordon. Sträckan har sedan 2021 motorvägsstandard.

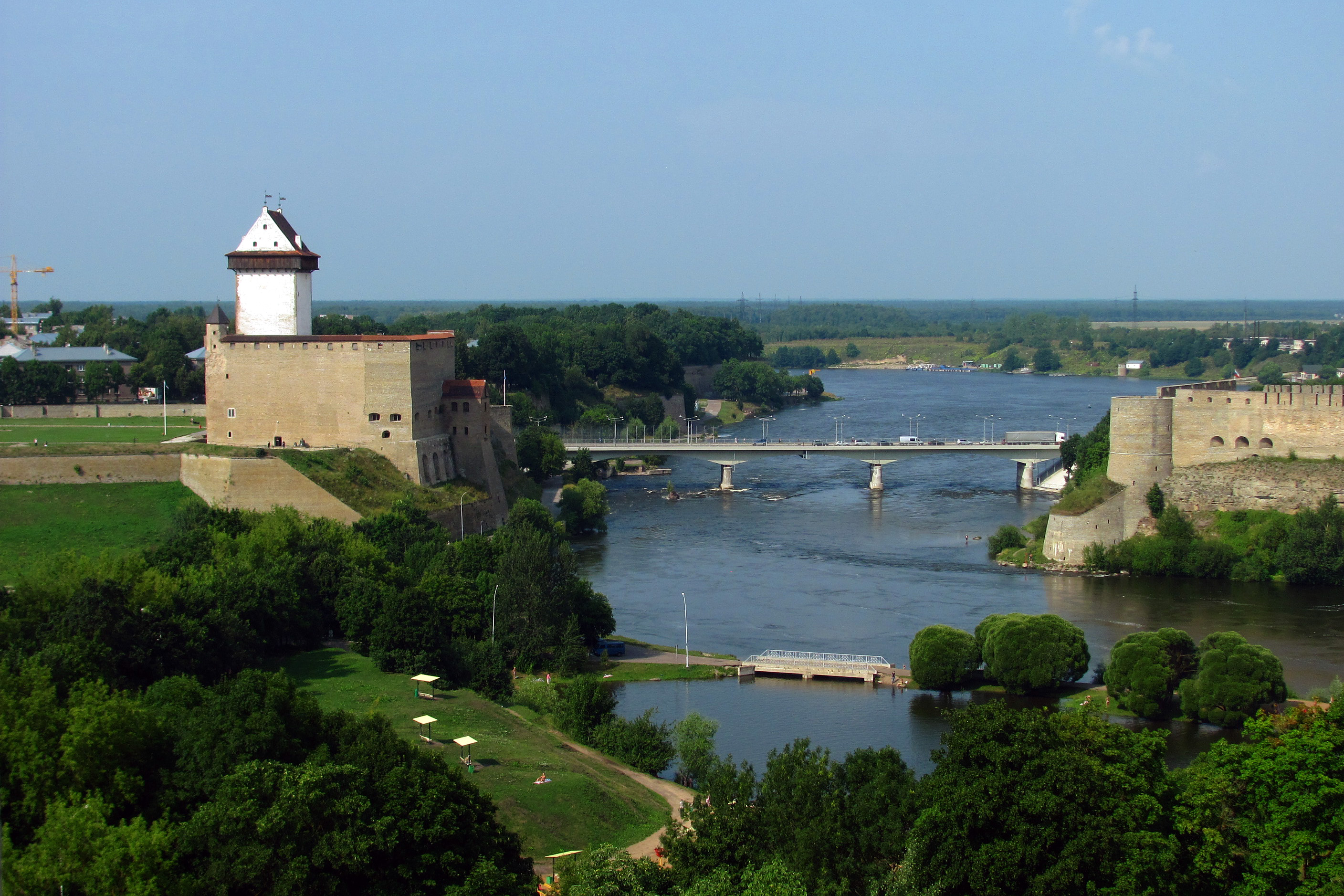
Gränsbron mellan Estland (vänster) och Ryssland.

E20 eller Europaväg 20 är en europaväg som går mellan Shannon Airport på Irland och Sankt Petersburg i Ryssland. Längs sträckan passeras Storbritannien, Danmark, Sverige och Estland. E20 är 1 880 km lång, varav 770 km i Sverige.

## Sträckning och standard
Från väst till öst: Shannon Airport–Limerick–Dublin–(färja Irland–Storbritannien)–Liverpool–Manchester–Leeds–Hull–(havsavbrott Storbritannien–Danmark)–Esbjerg–Odense–Köpenhamn–(gränsen mellan Danmark och Sverige)–Malmö–Helsingborg–Halmstad–Göteborg–Vårgårda–Skara–Mariestad–Örebro–Arboga–Eskilstuna–Södertälje–Stockholm–(havsavbrott Sverige–Estland)–Tallinn–Narva–(gräns Estland–Ryssland)–St Petersburg
I Storbritannien, Danmark och Sverige är avfarterna från motorvägssträckorna numrerade, se respektive motorvägsartikel.

### Irland
Europaväg 20 har sin västra ändpunkt vid Shannon Airport på Irlands västkust och följer vägarna N19 och N18 till Limerick. Mellan Limerick och Dublin heter vägen N7 respektive M7, det senare på sträckor som är motorväg. Sträckan på Irland är 220 km, varav cirka 60 km motorväg. Europavägar skyltas på Irland.

### Storbritannien
Mellan Liverpool och Hull utgörs E20 av motorvägen M62. Sträckan i landet är 210 km, varav 170 km motorväg, och resten stadsgata och landsväg. I Storbritannien skyltas inte europavägar.
För att ta sig med bil från Hull till Esbjerg behövs en färja, men det går sedan länge ingen sådan färja. Ett alternativ var färjan Harwich–Esbjerg, som dock lades ned september 2014. Det finns också en ren lastbilsfärja, Immingham (Grimsby)–Esbjerg (med DFDS) som dock ej tar privatpassagerare. Immingham ligger ca 50 km från Hull. Eller så kan man åka från Hull till holländska hamnar, med strax över 700 km till Esbjerg.

### Danmark
Genom Danmark utgör E20 en viktig öst-västlig länk som förbinder öar och fastland med varandra. Mellan Jylland och Fyn går vägen på Lilla Bältbron, mellan Fyn och Själland på Stora Bältbron, mellan Själland och Amager på Kalvebodbroerne och så slutligen Öresundsförbindelsen som förbinder Amager med Skåne. Hela sträckan mellan Esbjerg och Sverige är motorväg, längd 310 km.

### Sverige
I Sverige går E20 från Öresundsbron och Malmö till Stockholm via Göteborg, totalt 770 km. Således går inte E20 raka vägen mellan Malmö och Stockholm, utan tar en ganska ordentlig omväg. Trafikanter från Malmö till Stockholm brukar istället välja E4 delen Helsingborg–Stockholm via Jönköping. Det blir 140 km kortare och har betydligt högre vägstandard då det är motorväg hela vägen, vilket det inte blir med E20. E20 är motorväg längs en betydande del av sträckan inom Sverige. Närmare bestämt är det motorväg Öresundsbron–Vårgårda (förutom genom Alingsås), förbi Götene, Vretstorp–Arboga och Eskilstuna–Stockholm.
Den sista biten av E20 i Sverige till Värtahamnen där färjelinjen Stockholm–Tallinn avgår, går via Essingeleden och Norra Länken i Stockholm. Färjan har en avgång varannan dag per riktning med en restid på 16 timmar, med rederiet Tallink (år 2022).

### Estland
Vägen följer Finska vikens södra kust från Tallinn till Sankt Petersburg. Vägen har även nationellt nummer 1 i Estland. Sträckan från Tallinn och 70 km österut är fyrfältsväg som ser ut som en motorväg, fast med korsningar i plan. Resten av sträckan till Sankt Petersburg är vanlig landsväg. Sträckan i Estland och Ryssland är 360 km. Vid Narva ligger gränsövergången.

### Ryssland
På rysk sida är trafiktätheten inte så hög eftersom bilägandet inte är så högt bland allmänheten.[källa behövs] Vägen har även nationellt nummer M11 i Ryssland. I staden Sankt Petersburg (som endast skyltas Санкт-Петербург) är dock trafiktätheten hög.
Till Ryssland krävs visum för EU-medborgare. Gränskontrollen som är överbelastad på ryska sidan är ett mycket större hinder än vägkvaliteten. Man måste sedan 2011 boka tid för gränspassage. Detta minskar väntetiden, men är ofta ändå flera timmar. Tidigare har väntetiden, åtminstone för lastbilar, varit flera dagar ibland.

## Anslutningar
E20 korsar eller ansluter till andra europavägar enligt följande:
| - E1 vid Dublin - E5 vid Liverpool - E15 vid Leeds - E45 vid Kolding - E47/E55 gemensam sträcka söder om Köpenhamn - E65 korsas vid Malmö - E22 kort gemensam sträcka förbi Malmö |  | - E6 gemensam sträcka mellan Malmö och Göteborg - E4 kort gemensam sträcka vid Helsingborg - E18 gemensam sträcka mellan Örebro och Arboga - E4 gemensam sträcka mellan Södertälje och Stockholm - E67 och E263 i Tallinn - E95 i Sankt Petersburg |

## Alternativa vägar
Om man ska åka mellan brittiska öarna till Köpenhamn eller Sverige, kan det rekommenderas att man åker via Nederländerna och Tyskland, eftersom det inte finns någon färja mellan Hull och Esbjerg, och alternativ färja till Esbjerg går sällan.
Mellan brittiska öarna och Estland/Ryssland är det bättre att åka via Tyskland/Polen, med E30 som huvudsträcka.
Mellan Öresundsregionen och Stockholm gäller E4 som bästa väg.

## Historia
E20 började skyltas i Norden år 1992 (fortfarande inte i Storbritannien). Innan dess hade sträckan Esbjerg–Malmö namnet E66, Malmö–Göteborg endast E6 och Göteborg–Stockholm kallades E3. År 1992 hade vägen fem havsavbrott eller färjor, eftersom Stora Bält och Öresund inte hade fasta förbindelser. Hösten/vintern/våren 1999–2000 var det avbrott Köpenhamn–Malmö eftersom färjan Dragør–Limhamn lagts ner inför Öresundsbrons öppnande. Enda alternativ för bilar var Helsingör–Helsingborg.